# Pygopristis
Genre
Pygopristis est un genre de poissons téléostéens de la famille des Serrasalmidae et de l'ordre des Characiformes. Ce genre de poisson est mono-typique c'est-à-dire qu'il ne regroupe qu'une seule espèce Pygopristis denticulata.

## Liste d'espèces
Selon FishBase (30 juin 2015):
- Pygopristis denticulata (Cuvier, 1819)

## Galerie

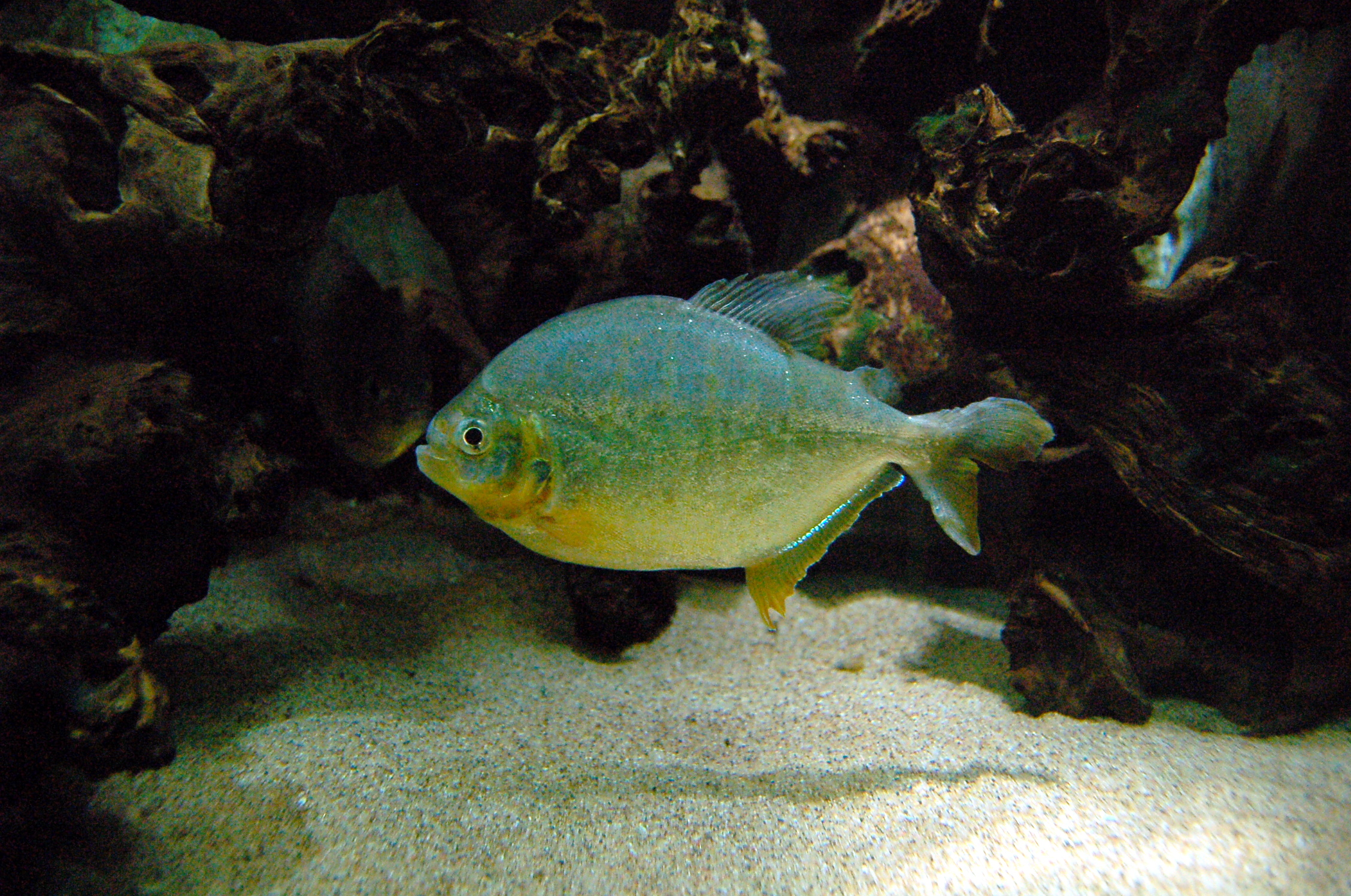
Pygopristis denticulata Spécimen à Aquarium du palais de la Porte Dorée